# 東京都第29区
東京都第29区（とうきょうとだい29く）は、日本の衆議院議員総選挙における選挙区。2022年（令和4年）公職選挙法改正による区割りの変更で新設。

## 区域
2022年（令和4年）公職選挙法改正以降の区域は以下のとおりである。本選挙区の設置前は荒川区が14区、足立区西部が12区と13区だった。
- 荒川区
- 足立区（13区に属しない区域：環状七号線以北では東武伊勢崎線〈東武スカイツリーライン〉、以南では尾竹橋通りより西部）
  - 伊興1〜5丁目、伊興本町1・2丁目、入谷1〜9丁目、入谷町、扇1〜3丁目、興野1・2丁目、小台1・2丁目、加賀1・2丁目、栗原3・4丁目、江北1〜7丁目、古千谷1・2丁目、古千谷本町1〜4丁目、皿沼1〜3丁目、鹿浜1〜8丁目、新田1〜3丁目、椿1・2丁目、舎人1〜6丁目、舎人公園、舎人町、西新井1〜7丁目、西新井栄町3丁目、西新井本町1〜5丁目、西伊興1〜4丁目、西伊興町、西竹の塚1・2丁目、東伊興1〜4丁目、堀之内1・2丁目、宮城1・2丁目、本木1・2丁目、本木東町、本木西町、本木南町、本木北町、谷在家1〜3丁目

## 歴史
2022年に区割りの改正がされた際の新設区（第50回衆議院議員総選挙で初めて実施される）。
2024年の総選挙で初めて実施され、前回12区で当選した公明党・岡本三成が国替え。立憲民主党・木村剛司、国民民主党・樽井良和ら元職を制し再選を果たした。

## 小選挙区選出議員
| 選挙名                 | 年     | 当選者   | 党派   |
| ---------------------- | ------ | -------- | ------ |
| 第50回衆議院議員総選挙 | 2024年 | 岡本三成 | 公明党 |

## 選挙結果
時の内閣：第1次石破内閣 解散日：2024年10月9日 公示日：2024年10月15日
当日有権者数：35万5382人 最終投票率：53.01% （全国投票率：53.85%（2.08%））
| 当落 | 候補者名   | 年齢 | 所属党派     | 新旧 | 得票数   | 得票率 | 惜敗率 | 推薦・支持     | 重複 |
| ---- | ---------- | ---- | ------------ | ---- | -------- | ------ | ------ | -------------- | ---- |
| 当   | 岡本三成   | 59   | 公明党       | 前   | 60,100票 | 33.22% | ――     | 自由民主党推薦 |      |
|      | 木村剛司   | 53   | 立憲民主党   | 元   | 47,996票 | 26.53% | 79.86% |                | ○    |
|      | 樽井良和   | 57   | 国民民主党   | 元   | 31,367票 | 17.34% | 52.19% |                | ○    |
|      | 海老澤由紀 | 50   | 日本維新の会 | 新   | 24,107票 | 13.33% | 40.11% |                | ○    |
|      | 鈴木賢一   | 63   | 日本共産党   | 新   | 17,325票 | 9.58%  | 28.83% |                |      |